# مارک مدوز
مارک مِدوز (به انگلیسی: Mark Meadows) نمایندهٔ حوزه انتخابیه یازدهم کارولینای شمالی از حزب جمهوری‌خواه ایالات متحده آمریکا در مجلس نمایندگان ایالات متحده آمریکا است که برای نخستین‌بار در ۶ ژانویه ۲۰۱۳ میلادی به‌عضویت این مجلس درآمد.